# Winifred Cavendish-Bentinck, duchessa di Portland
Winifred Anna Cavendish-Bentinck, duchessa di Portland DBE JP (nata Dallas-Yorke; Perthshire, 7 settembre 1863 – Nottinghamshire, 30 luglio 1954), fu un attivista umanitaria e diritti degli animali britannica..

## Sfondo
Nacque a Murthly Castle nel Perthshire, unica figlia di Thomas Yorke Dallas-Yorke di Walmsgate nel Lincolnshire, e di Frances (nata Graham).
Ricoprì la carica di Mistress of the Robes della regina Alessandra dal 1913 fino alla morte di Alessandra nel 1925. Fu un giudice di pace per il Nottinghamshire.

## Famiglia
Sposò John William Arthur James Cavendish-Bentinck l'11 giugno 1889. Ebbero tre figli:
- Lady Victoria Alexandrina Violet Cavendish Bentinck (27 febbraio 1890 - 8 maggio 1994), sposò il capitano Michael Erskine-Wemyss ed ebbero figli
- William Arthur Henry Cavendish-Bentinck, VII duca di Portland (1893-1977); sposò Ivy Gordon-Lennox ed ebbe figli
- Lord Francis Morven Dallas Cavendish-Bentinck (27 luglio 1900 - 22 agosto 1950)

Winifred Cavendish-Bentinck, duchessa di Portland, fu sepolta presso il tradizionale luogo di sepoltura dei Duchi di Portland sul sagrato della chiesa di santa Winifred a Holbeck.

## Affiliazioni

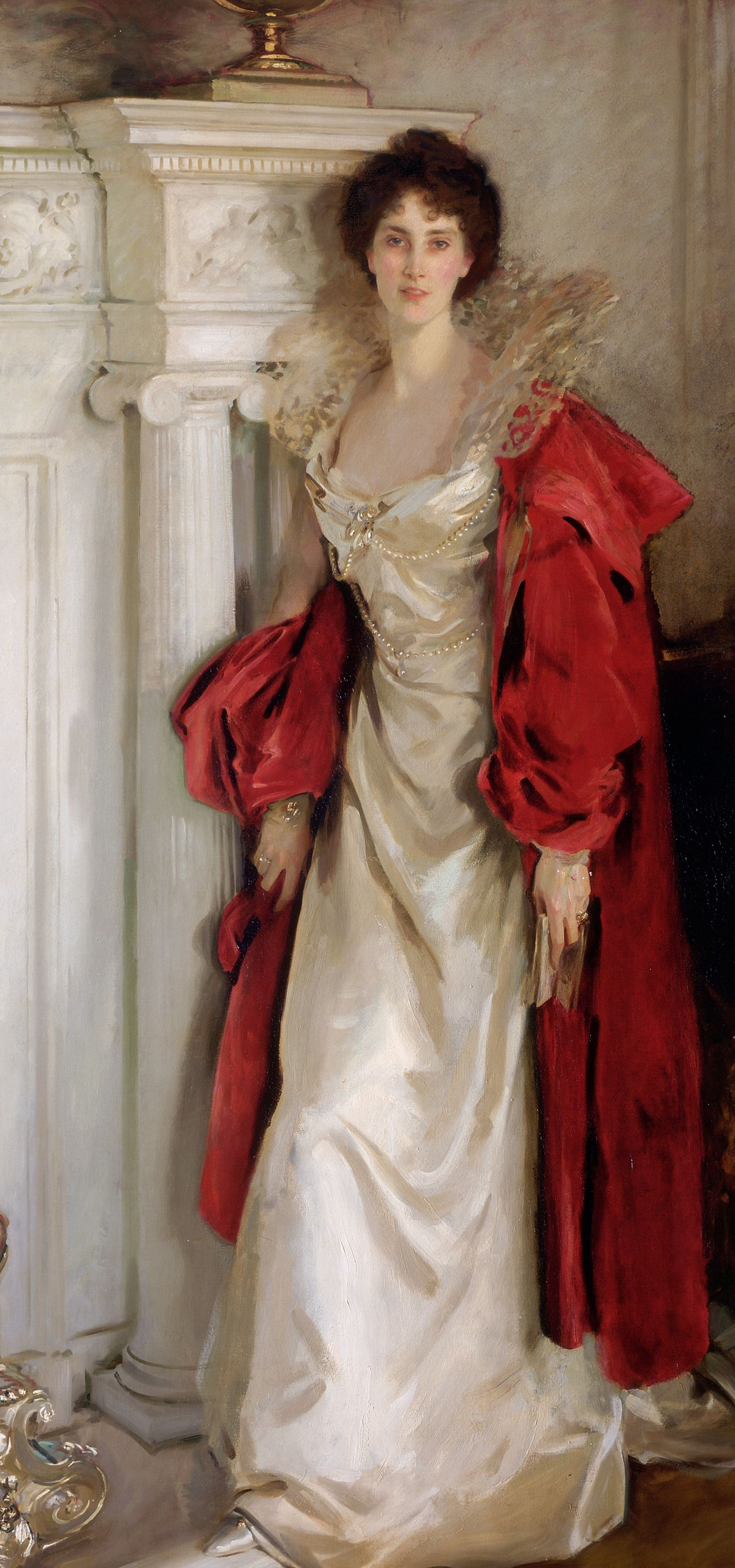
Winifred, Duchess of Portland, oil on canvas, John Singer Sargent, 1902

La duchessa di Portland fu una appassionata amante degli animali, che manteneva le vecchie stalle per cavalli e pony, così come i cani che necessitano di case.
Nel 1891, diventò la prima (e la più longeva a prestare servizio) presidente della Royal Society for the Protection of Birds e fu vice-presidente della Royal Society for the Prevention of Cruelty to Animals. Fu anche presidente del comitato femminile della RSPCA.
Fu eletta per essere il terzo presidente della Nottinghamshire Beekeepers' Association nel 1907.

## Eredità
Nel 2010, una collezione di gioielli apparenti alla duchessa è stata venduta all'asta da Christie's, incluso alcune spille di perle e diamanti, e la tiara Portland di zaffiri.